# بيل دنفر
بيل دنفر (بالإنجليزية: Bill Denver) هو مهندس أمريكي، ولد في 19 يونيو 1895 في رافينزوود في الولايات المتحدة، وتوفي في 1 يونيو 1933.